# Université d'art dramatique et cinématographique
L'université d'art dramatique et cinématographique (Színház- és Filmművészeti Egyetem, /siːnhaːz eːʃ filmmyːveːsɛti ɛɟ͡ʝɛtɛm/, SZFE) est l'une des universités de Budapest, fondée en 1865. Elle est l'héritière de l'École dramatique (Színészeti Tanoda) (1865-1885), de l'École nationale des acteurs (Országos Színésziskola) (1885-1887), de l'Académie royale de musique et d'art dramatique (Országos Magyar Királyi Zene- és Színművészeti Akadémia) (1887-1893), de l'Académie royale d'art dramatique (Országos Magyar Királyi Színművészeti Akadémia) (1893-1919), de l'École supérieure d'art dramatique (Színművészeti Főiskola) (1919-1948), de l'École supérieure nationale hongroise d'art dramatique (Országos Magyar Színművészeti Főiskola) (1948-1949), de l'École supérieure d'art dramatique et cinématographique (Színház- és Filmművészeti Főiskola) (1949-2000). En 2000, elle devient l'université d'art dramatique et cinématographique.

## Historique

### Le développement de l'université actuelle
| Liste des directeurs et recteurs : | Liste des directeurs et recteurs : |
| ---------------------------------- | ---------------------------------- |
| 1865–1880                          | Leó Festetics                      |
| 1880–1881                          | Oszkár Gömöry                      |
| 1881-1893                          | Ödön Mihalovich                    |
| 1893–1894                          | Ede Paulay                         |
| 1894–1907                          | Antal Váradi                       |
| 1907–1916                          | Sándor Somló                       |
| 1916–1928                          | Imre Tóth                          |
| 1928–1930                          | Károly Sebestyén                   |
| 1930–1937                          | Árpád Ódry                         |
| 1937–1944                          | Ferenc Kiss                        |
| 1945–1948                          | Ferenc Hont                        |
| 1948–1950                          | Lajos Bányai                       |
| 1950–1956                          | Zsuzsa Simon                       |
| 1957–1961                          | Magda Olthy                        |
| 1961–1964                          | Jenő Jeney                         |
| 1964–1979                          | Kálmán Nádasdy                     |
| 1979–1987                          | Jenő Simó                          |
| 1987–1989                          | Károly Kazimir                     |
| 1989–1991                          | György Illés                       |
| 1991–1994                          | László Babarczy                    |
| 1994–2001                          | Péter Huszti                       |
| 2001–2006                          | Gábor Székely                      |
| 2006-en cours                      | Tamás Ascher                       |